# Литературен глас
„Литературен глас“ е седмичен вестник за литература, изкуство и седмични въпроси. Излиза в София в периода 1928 – 1944 г. Редактор е Димитър Митов.
Вестникът популяризира западноевропейската и руската литература и култура, разглеждат се стопански и научни проблеми. Утвърждават се млади писатели, културни дейци и критици. Използват се репродукции на известни български и европейски художници за илюстриране на вестника.
Към вестник „Литературен глас“ сътрудничат Александър Балабанов, Асен Златаров, Людмил Стоянов, Михаил Арнаудов, Никола Мавродинов, Андрей Стоянов, Андрей Протич, Георги Цанев, Георги Константинов, Петър Динеков, Тодор Боров, Рачо Стоянов, Йордан Ковачев, Петър Карчев, Боян Дановски, Никола Данчов, Атанас Илиев, Петър Горянски, Антон Страшимиров, Теодор Траянов, Никола Джеров, Петър Завоев, Васил Пундев, Атанас Душков, Емануил Попдимитров, Крум Григоров, Кирил Кръстев, Яна Язова.
Особено място във вестника заема изобразителното изкуство. Той редовно публикува репродукции на картини от известни български и световни художници. Това е единственият вестник с пространни рецензии за общите художествени изложби, както и други материали, посветени на изкуството. Чест автор е художественият критик Стефан Митов, брат на Димитър Митов.:с. 28